# Lucian Măstăcan
Lucian Măstăcan (n. 1968) este un fost fotbalist care a jucat pe postul de mijlocaș la echipele Oțelul Galați în 1987/1988, Steaua București și Dacia Unirea Brăila. Se ocupă la Galați de copii și juniori împreună cu Adrian Bontea fostul său coleg de echipă.